# Château du Sou
Le château du Sou est une ancienne maison forte, du XIVe siècle, remaniée au XIXe siècle, qui se dresse sur la commune de Lacenas dans le département du Rhône en région Auvergne-Rhône-Alpes.
La porte fortifiée du château fait l’objet d’un classement au titre des monuments historiques par arrêté du 21 février 1933.

## Situation
Le château du Sou est situé dans le département français du Rhône sur la commune de Lacenas, à l'ouest de Villefranche-sur-Saône, au fond du vallon du Morgon. Il propose des salles pour mariages, réceptions, soirées à thème, etc.

## Histoire
La maison forte est cité pour la première fois en 1368 ; Jean de Thélis, damoiseau en fait aveu en 1400. Au XVe siècle elle est la possession de la famille de Lespinasse et passe au XVIe siècle à Claude Gaspard.
C'est probablement Jean de Thélis-L'Espinasse qui fit construire la maison forte. Il devient gouverneur et lieutenant-général du Beaujolais en 1369. Il épouse Artaude de Charnay ; leur fils Jean épouse Agnès Vert, dame de Valprivas mais décède sans postérité et c'est Jocerand, leur neveu qui lui succède. Il est écuyer du sire de Beaujeu auquel il rend hommage pour le Sou en 1475, comme ensuite Antoine, son neveu et successeur qui rend hommage pour le fief du Sou en 1506 ; il épouse sa cousine, Jeanne de Saint-Romain, dame de Valorges et leur fils Louis, épouse Jacqueline de Salemard.
En 1539, Louis de Thélis vend le château du Sou à Claude de Gaspard. Au XVIe siècle, Jean, l'un de ses descendants, lieutenant général au bailliage de Beaujolais, épouse Claudine de Tenay. Claude, seigneur du Sou, épouse en 1577 Marguerite de la Porte ; il est conseiller du Roi et receveur général des finances en la généralité de Lyon. Au XVIIe siècle, Marc, seigneur du Sou, épouse Antoinette Camus ; c'est lui qui fait construire la porte des blasons. Son fils Jean, seigneur du Sou, épouse Sibylle de Saint-Amour vers 1690 et fait don du château à son frère Joseph Marie prêtre supérieur du séminaire d'Orléans en 1766 qui en 1767, cède la propriété à son cousin Mignot de Bussy.
Son fils, Aimé Antoine, comte du Sou, émigre à la Révolution et le château est vendu comme bien national. Actuellement plusieurs propriétaires se partagent le domaine.

## Armoiries
- Thélis : de gueules à trois fasces d'or ; devise :  sans chimères et sans reproches
- Gaspard : d'azur au chevron d'or, accompagné de trois étoiles du même, au chef d'argent à trois bandes de gueules

Famille de Thélis.
Famille de Gaspard.

## Description
La construction, en pierres dorées du Beaujolais, date approximativement de 1369. L'enceinte fortifiée, qui enchemise le donjon, flanquée de tours rondes aux angles, forme un carré presque parfait. L'accès s'y fait par une tour-porte qui commandait un pont-levis, et le passage est défendu par une bretèche en encorbellement entre les deux rainures de manœuvre des leviers du pont-levis, dont il subsiste quelques traces ainsi que celles des douves.
Le donjon, une tour résidence, haut logis carré de trois étages sur rez-de-chaussée, muni dans ses angles d'échauguettes en encorbellement, est précédé d'un petit avant-corps carré sur l'une de ses façades.
Une chapelle gothique renferme des sculptures, dont deux têtes d'ange.
Côté nord, la porte fortifiée, ornée de 13 blasons, comporte, au-dessus, le blason des Gaspard, à gauche, six fois ce même blason, et à droite, six autres blasons en relation avec leurs épouses. À la Révolution, ces blasons ont été martelés.

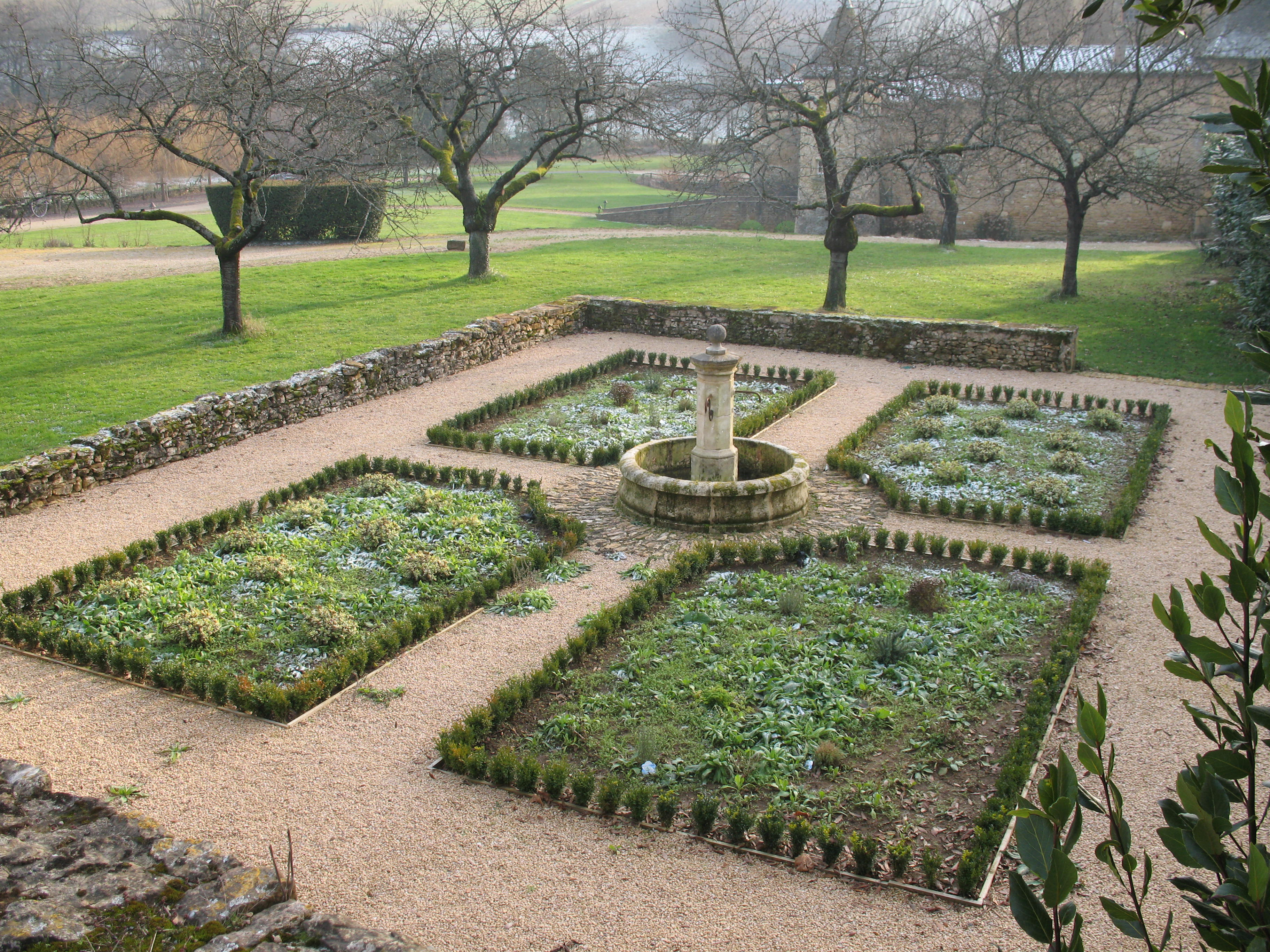
Jardin et fontaine.
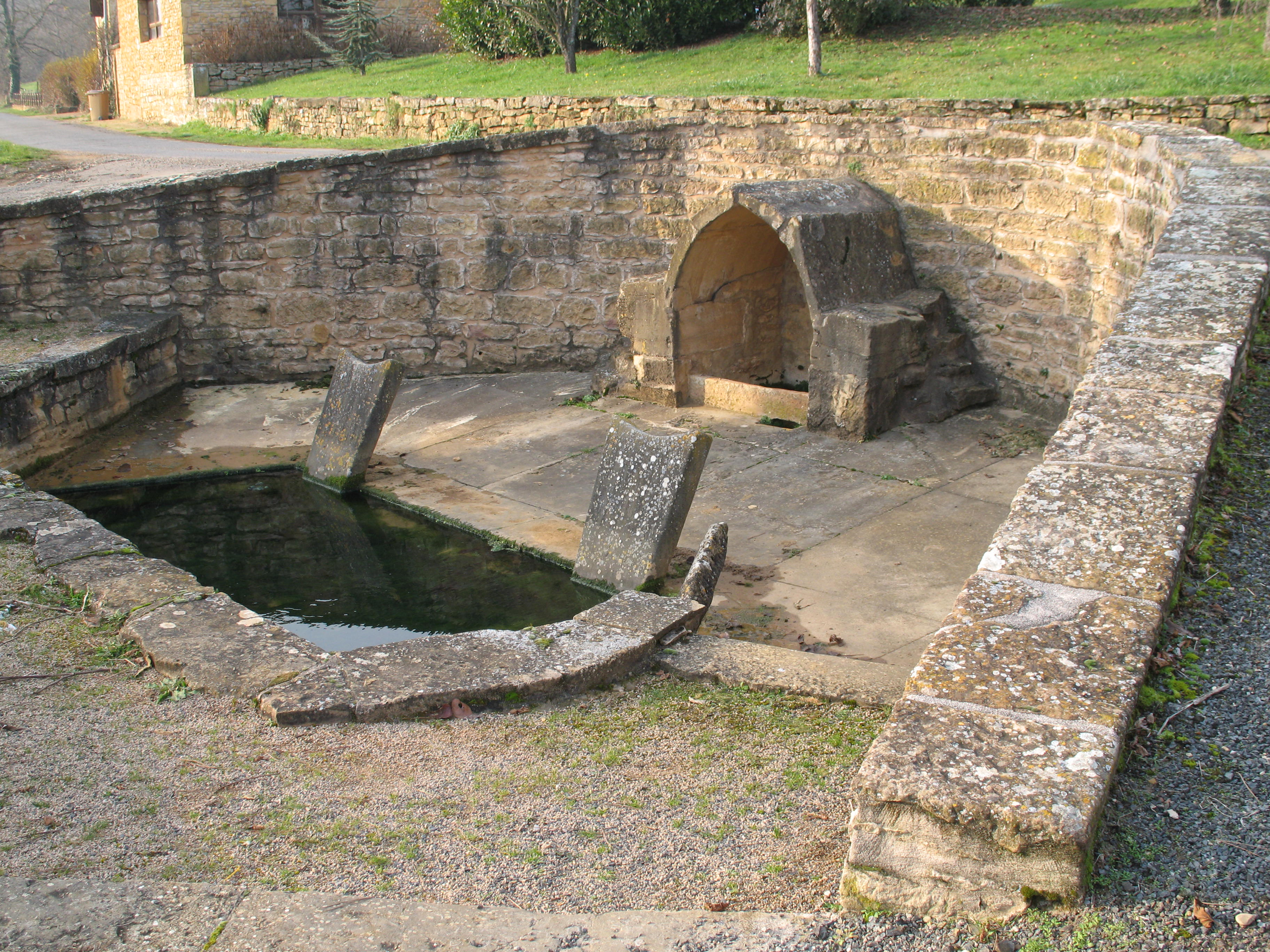
Lavoir.
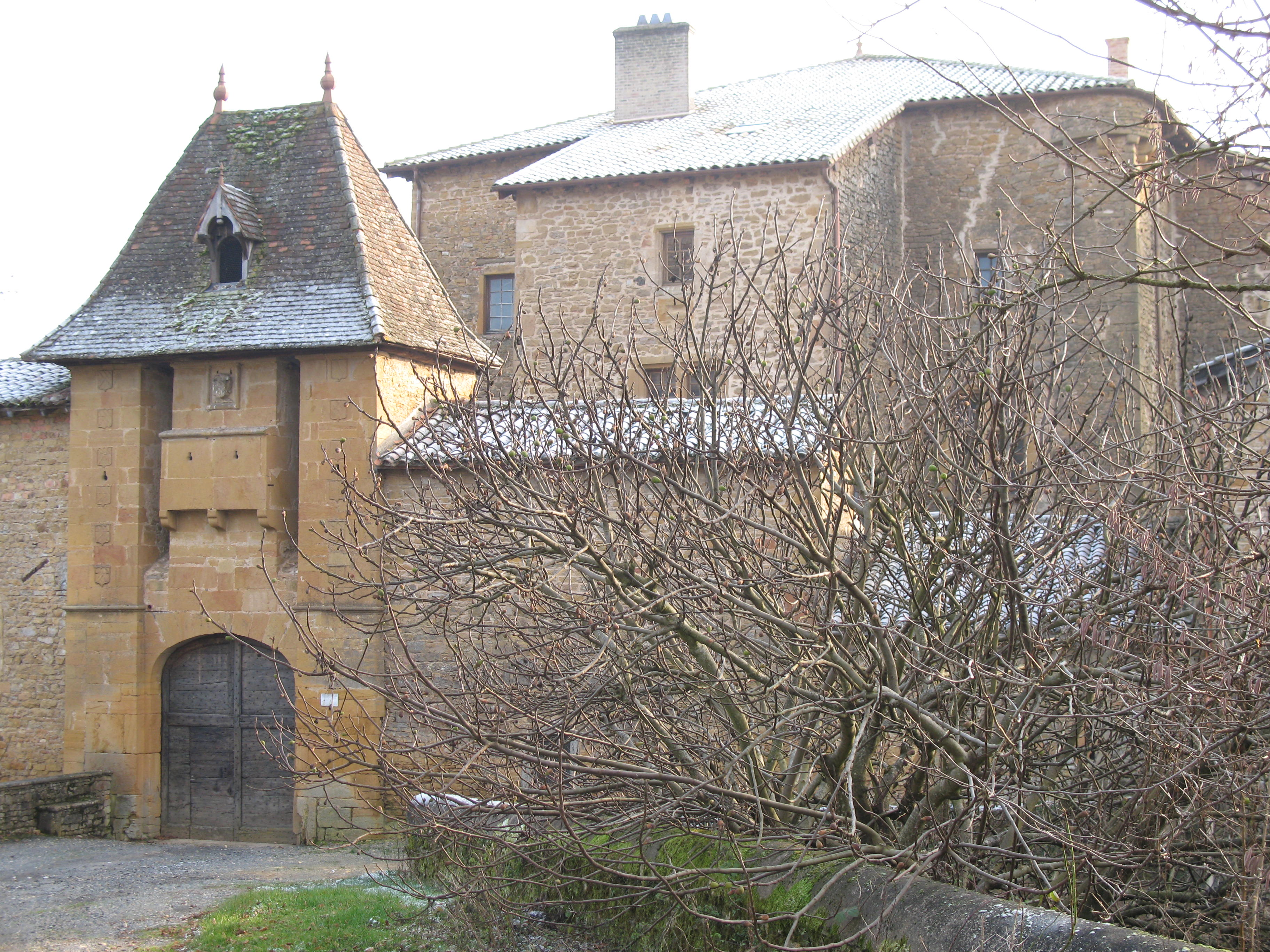
Porte fortifiée aux 13 blasons.
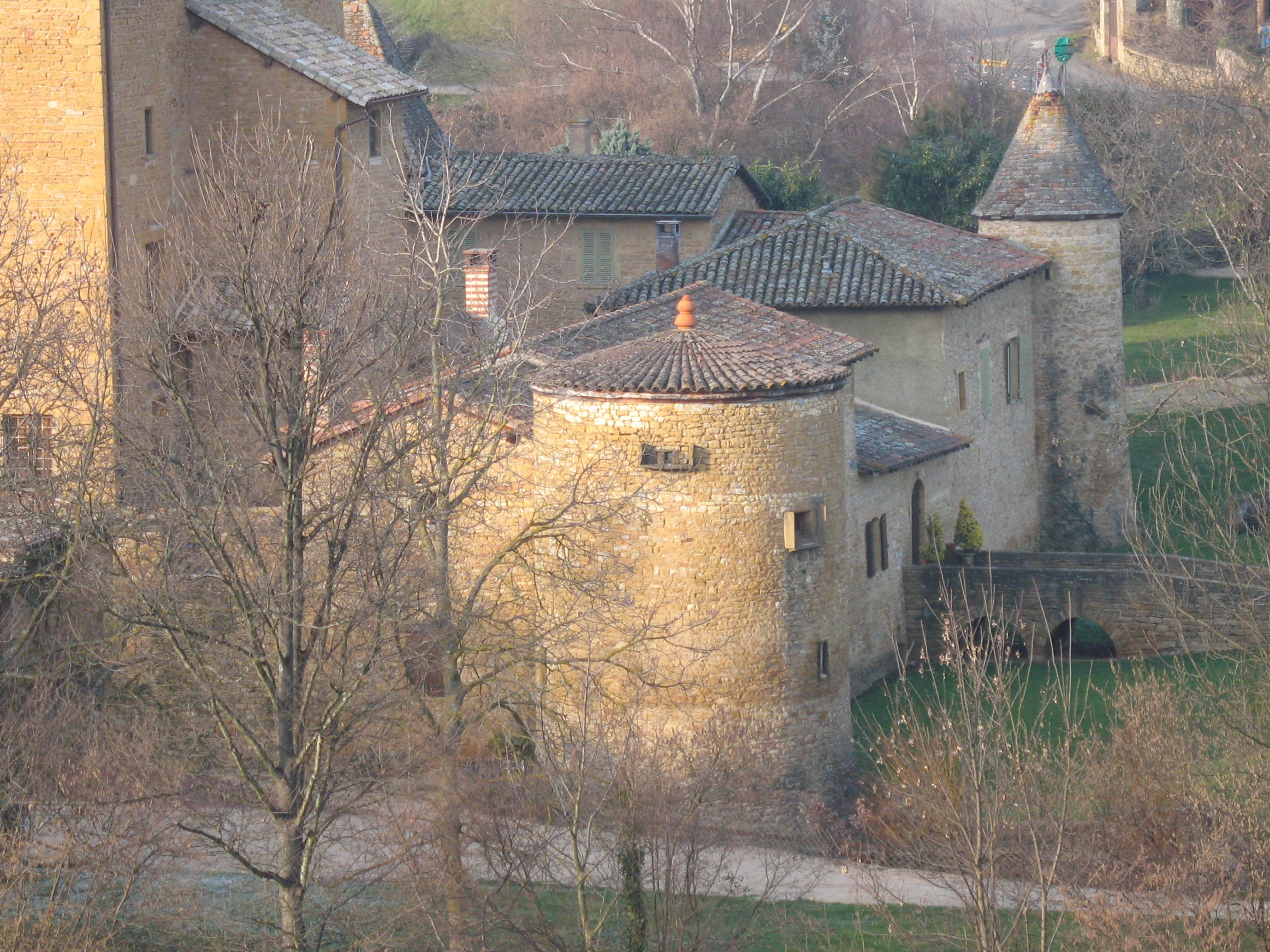
Côtés sud et est de l'enceinte.

Le château a été fortement remanié au XIXe siècle.

## Parc et jardins
Un parc, comportant un jardin médiéval, entoure le château.
Le lavoir situé à l'entrée de l'allée menant au château est alimenté par une fontaine.